# Panaca (Nevada)
Panaca – jednostka osadnicza na wschodzie hrabstwa Lincoln w stanie Nevada. Obok Autostrady Stanowej 319, około 1,6 km od Międzystanowej 93. Blisko granicy z Utah. W roku 2000 liczba mieszkańców wynosiła 761.

## Historia
Panacę założyli Mormoni w 1864 roku. Pierwotnie znajdowała się w granicach hrabstwa Waszyngton na Terytorium Utah. W 1866 roku Kongres Stanów Zjednoczonych przesunął granicę Nevady na wschód. Panaca była wówczas jedyną stałą osadą w południowej części stanu.
Mieszkańcy utrzymywali się z wypalania koksu i produkcji węgla drzewnego dla zakładów wypalających metale w pobliskim Bullionville (obecnie, miasto wymarłe). Współcześnie podstawą gospodarki jest rolnictwo.
W pobliżu znajduje się Park Stanowy Cathedral Gorge.